# Mound City (Kansas)
Mound City és una població dels Estats Units a l'estat de Kansas. Segons el cens del 2000 tenia 821 habitants.

## Demografia
Segons el cens del 2000, Mound City tenia 821 habitants, 331 habitatges, i 219 famílies. La densitat de població era de 255,6 habitants/km².
Dels 331 habitatges en un 28,4% hi vivien nens de menys de 18 anys, en un 54,1% hi vivien parelles casades, en un 10,9% dones solteres, i en un 33,8% no eren unitats familiars. En el 31,4% dels habitatges hi vivien persones soles el 18,4% de les quals corresponia a persones de 65 anys o més que vivien soles. El nombre mitjà de persones vivint en cada habitatge era de 2,33 i el nombre mitjà de persones que vivien en cada família era de 2,93.
Per edats la població es repartia de la següent manera: un 25,8% tenia menys de 18 anys, un 6,5% entre 18 i 24, un 23,8% entre 25 i 44, un 21,4% de 45 a 60 i un 22,5% 65 anys o més.
L'edat mediana era de 40 anys. Per cada 100 dones de 18 o més anys hi havia 81,3 homes.
La renda mediana per habitatge era de 30.795 $ i la renda mediana per família de 39.265 $. Els homes tenien una renda mediana de 26.500 $ mentre que les dones 23.203 $. La renda per capita de la població era de 14.407 $. Entorn del 7,5% de les famílies i el 10,3% de la població estaven per davall del llindar de pobresa.

## Poblacions més properes
El següent diagrama mostra les poblacions més properes.